# Monguel
Monguel (en arabe : مونكل) est une commune urbaine du sud de la Mauritanie, située dans la région de Gorgol. C'est le chef-lieu de la moughataa du même nom, le département de Monguel.

## Géographie
La commune de Monguel est située au nord dans la région de Gorgol et elle s'étend sur 119,5 km2.
Elle est délimitée au nord et à l’est par la commune de Bathet Moit, au sud et à l'ouest par la commune d'Azgueilem Tiyab, au nord-ouest par la commune de Djellwar.

## Histoire
Monguel a été érigée en commune par l'ordonnance du 20 octobre 1987 instituant les communes de Mauritanie.

## Démographie
Lors du Recensement général de la population et de l'habitat (RGPH) de 2000, Monguel comptait 4 895 habitants.
Lors du RGPH de 2013, la commune en comptait 6 010, soit une croissance annuelle de 1,7 % sur 13 ans.
C'est la commune qui a le moins d'habitants dans le département mais elle juste derrière Bakhel en termes de densité de population (50 hab/km2).

## Administration
| Période                                  | Période | Identité         | Étiquette | Qualité |
| ---------------------------------------- | ------- | ---------------- | --------- | ------- |
| Les données manquantes sont à compléter. |         |                  |           |         |
| 2013                                     | 2018    | Baba Ahmed       |           |         |
| 2018                                     | 2023    | Bahenna Mahmeitt | UPR       |         |

## Économie
L'agriculture est au centre de l'économie de Monguel, comme quasiment toutes les communes de la région. Mais cette économie est fragile car elle rencontre des obstacles à son développement, notamment les conditions climatiques ou le manque de moyens des agriculteurs. Pour faire face à ces obstacles, l'état ou différentes ONG financent des projets qui améliorent les conditions de vie des habitants.
Monguel développe également d'autres activités telles que le commerce ou l'élevage.